# Tiago Tomás
Tiago Barreiros de Melo Tomás (Lisszabon, 2002. június 16.) portugál korosztályos válogatott labdarúgó, a VfB Stuttgart játékosa.

## Pályafutása

### Klubcsapatokban
A Carcavelos, a Colegio Marista és az Estoril korosztályos csapataiban fordult meg, majd 2014-ben csatlakozott a Sporting akadémiájához. 2020. június 25-én ötéves szerződést kötött csapatával, amely egy 60 millió eurós kivásárlási záradékot tartalmazott. Július 1-jén mutatkozott be az első csapatban a Gil Vicente ellen 2–1-re megnyert bajnoki mérkőzésen, a 81. percben Matheus Nunes cseréjeként. Szeptember 24-én megszerezte első gólját a skót Aberdeen elleni Európa-liga 3. selejtezőkör mérkőzésén. Október 1-jén ismét eredményes volt az Európa-ában az osztrák LASK Linz ellen 4–1-re elvesztett mérkőzésen.
2022. január 30-án a VfB Stuttgart 2023 júniusáig kölcsön vette vételi opcióval. Hat nappal később z Eintracht Frankfurt ellen mutatkozott be a bajnokságban Chris Führich cseréjeként a 3–2-re elvesztett találkozón. A következő fordulóban duplázott és ezzel megszerezte első góljait a Stuttgart színeiben a Bayer Leverkusen ellen 4–2-re elvesztett mérkőzésen. 2023. június 16-án a klub nem élt a vásárlási opciójával.
2023. július 5-én a VfL Wolfsburg négy évre szóló szerződést kötött vele.
2025. augusztus 16-án a visszatért VfB Stuttgarthoz, ahova négyéves szerződést írt alá.

### A válogatottban
Részt vett a 2019-es U17-es labdarúgó-Európa-bajnokságon, ahol három mérkőzésen lépett pályára.

## Statisztika

### Klubcsapatokban
2025. május 9-én frissítve.
| Klub          | Szezon   | Bajnokság | Bajnokság | Kupa  | Kupa  | Ligakupa | Ligakupa | Nemzetközi | Nemzetközi | Egyéb | Egyéb | Összesen | Összesen |
| Klub          | Szezon   | Mérk.     | Gólok     | Mérk. | Gólok | Mérk.    | Gólok    | Mérk.      | Gólok      | Mérk. | Gólok | Mérk.    | Gólok    |
| ------------- | -------- | --------- | --------- | ----- | ----- | -------- | -------- | ---------- | ---------- | ----- | ----- | -------- | -------- |
| Sporting CP   | 2019–20  | 5         | 0         | 0     | 0     | 0        | 0        | 0          | 0          | –     | –     | 5        | 0        |
| Sporting CP   | 2020–21  | 30        | 3         | 2     | 1     | 3        | 0        | 2          | 2          | —     | —     | 37       | 6        |
| Sporting CP   | 2021–22  | 13        | 0         | 2     | 2     | 3        | 1        | 5          | 0          | 1     | 0     | 24       | 3        |
| Összesen      | Összesen | 48        | 3         | 4     | 3     | 6        | 1        | 7          | 2          | 1     | 0     | 66       | 9        |
| VfB Stuttgart | 2021–22  | 14        | 4         | —     | —     | —        | —        | —          | —          | —     | —     | 14       | 4        |
| VfB Stuttgart | 2022–23  | 27        | 3         | 4     | 1     | —        | —        | —          | —          | 2     | 0     | 33       | 4        |
| Összesen      | Összesen | 41        | 7         | 4     | 1     | 0        | 0        | 0          | 0          | 2     | 0     | 47       | 8        |
| Wolfsburg     | 2023–24  | 32        | 6         | 4     | 0     | —        | —        | —          | —          | —     | —     | 36       | 6        |
| Wolfsburg     | 2024–25  | 32        | 6         | 4     | 0     | —        | —        | —          | —          | —     | —     | 36       | 6        |
| Wolfsburg     | 2025–26  | 0         | 0         | 0     | 0     | —        | —        | —          | —          | —     | —     | 0        | 0        |
| Összesen      | Összesen | 58        | 7         | 7     | 2     | 0        | 0        | 0          | 0          | 0     | 0     | 65       | 9        |
| VfB Stuttgart | 2025–26  | 0         | 0         | 0     | 0     | —        | —        | 0          | 0          | 0     | 0     | 0        | 0        |
| Összesen      | Összesen | 0         | 0         | 0     | 0     | 0        | 0        | 0          | 0          | 0     | 0     | 0        | 0        |
| Összesen      | Összesen | 147       | 17        | 15    | 6     | 6        | 1        | 7          | 2          | 3     | 0     | 178      | 26       |

## Sikerei, díjai
- Sporting CP
  - Portugál bajnok: 2020–21
  - Portugál ligakupa: 2020–21, 2021–22
  - Portugál szuperkupa: 2021